# اکنون عدالت برقرار خواهد شد
اکنون عدالت برقرار خواهد شد (به انگلیسی: Ab Insaf Hoga) فیلمی هندی محصول سال ۱۹۹۵ و به کارگردانی هاریش شاه است. در این فیلم بازیگرانی همچون میتون چاکرابورتی، ریکا، روهینی هاتانگادی، فاروغ شیخ، پریم چوپرا، راضا مراد، هریش پتل، پاریکشیت سهنی، هیمانی شیوپوری و دپیکا امین ایفای نقش کرده‌اند.